# Metalurgica Aiud
Metalurgica Aiud a fost o companie specializată pe producția de utilaje pentru metalurgie și construcții metalice din România.
Este unicul producător din România pentru o serie de produse precum tuburi radiante pentru cuptoarele de tratamente termice cu atmosferă controlată, role din fontă etc.
În 30 iunie 2005, grupul Serviciile Comerciale Române prin Contactoare Buzău, împreună cu afaceristul de origine rusă, Victor Ianusco și cu Asociația salariaților Metalurgica, a preluat prin AVAS pachetul de aproape 74,5% din capitalul social, pentru suma de 5,3 milioane de euro.
Afacerea s-a dovedit a fi un eșec, întrucât consorțiul nu a respectat contractul de privatizare, prin neplata acțiunilor.
În decembrie 2006 compania și-a vândut majoritatea activelor, către compania din industria feroviară Remarul 16 Februarie pentru 3 milioane de euro.
Remarul 16 Februarie a preluat și angajații Metalurgica Aiud.
La data de 13 martie 2013 Tribunalul Aiud a pronunțat oficial intrarea în faliment a companiei Metalurgica Aiud după ce compania nu a mai înregistrat profit din anul 2008 iar la nivelul martie 2013 avea peste 6 milioane de euro datorii. Activitatea a fost oprită total iar bunurile scoase la vânzare.

## Istoric
Existența în cadrul orașului încă din secolul al XVIII-lea a unei tradiții în producția de lăcătușerie și tîmplărie organizată în bresle, a dus la formarea în 1894 a unei fabrici de materiale de construcții și lăcătușerie, din care s-a dezvoltat actuala întreprindere metalurgică. 
Din anul 1931 s-a transformat în fabrica de articole tehnice "GENIUS", cu sediul la Brașov, iar din anul 1933 este consemnat în Aiud existenta "Laboratorului tehnic ing. A.I. Stoica", care în afara articolelor de presat și confecționat ambalaj metalic, produce și articole pentru înzestrarea armatei.
Începînd cu anul 1948, întreprinderea s-a reorganizat și a functionat sub denumirea de "Uzina Rapid Aiud" și a avut ca profil de fabricație: pompe și aparate de stins incendii, articole de lăcătușerie, roabe metalice, mașini agricole simple, bunuri de consum turnate din fontă.
Din anul 1951 întreprinderea a fost trecută ca atelier de întreținere și repararea materialului rulant în subordinea Combinatului Siderurgic Hunedoara, reprofilându-se pe reparații de locomotive, reparații de vagoane, vagoneți de turnare și de mină.
Drept urmare, la sfârșitul anului 1954 întreprinderea devine unitate cu gestiune economică proprie sub denumirea de "Întreprinderea Metalurgică Aiud", având ca profil de fabricație repararea materialului rulant pe întreg sectorul siderurgiei. Începând cu anul 1958, întreprinderea se profilează pe fabricația de construcții metalice, utilaje și piese de schimb pentru industria siderurgică, metalurgică și constructoare de mașini.
Investițiile din perioada 1966-1970 au fost canalizate în principal pentru dezvoltarea sectorului cald, a turnării centrifugale în special, a construcțiilor metalice și utilajului tehnologic. 
1970-1980 este perioada în care întreprinderea beneficiază de alte două etape de dezvoltare care au ca rezultat extinderea capacităților de producție existente, mărirea gradului de integrare, fiind asimilate produse noi de înaltă tehnicitate. Este perioada în care întreprinderea era considerată "Mecanicul Sef" al Metalurgiei și Siderurgiei Românești.
În decembrie 2006 S.C. Metalurgica S.A. Aiud și-a vândut activele și fondul de comerț firmei S.C. REMARUL 16 Februarie S.A. Cluj-Napoca, societate cu capital privat 100%. Astfel a fost înființată "Remarul Metalurgica Aiud" ca punct de lucru al S.C.REMARUL 16 Februarie S.A.
"Remarul Metalurgica Aiud" , este o societate integrată, dispunând de sectoare primare care asigură semifabricate turnate static sau centrifugal, forjate, semifabricate mecano-sudate cât și sectoare de tratamente termice și prelucrări mecanice.
Începând cu data de 15 aprilie 2008, societatea poarta numele de "Metalurgica Transilvană Aiud". Aceasta reprezintă și data unui nou început în ceea ce privește imaginea companiei.
Cifra de afaceri:
- 2006: 41,4 milioane lei (12,5 milioane euro)[1]
- 2005: 33 milioane lei (10 milioane euro)[1]

Număr de angajați:
- 2003: 1.200[4]
- 2004: 1.050[4]
- 2005: 800[4]
- 2010: 480[3]
- 2010: 272
- 2013: 170[3]